# Ольшанец (Воронежская область)
Ольшанец — деревня в Семилукском районе Воронежской области России. Входит в состав Новосильского сельского поселения.

## География
Деревня находится в северо-западной части Воронежской области, в лесостепной зоне, на левом берегу реки Ольшанка, на расстоянии примерно 37 километров (по прямой) к северо-западу от города Семилуки, административного центра района. Абсолютная высота — 178 метров над уровнем моря.
Часовой пояс
Деревня Ольшанец, как и вся Воронежская область, находится в часовой зоне МСК (московское время). Смещение применяемого времени относительно UTC составляет +3:00.

## Население
| 2010 |
| ---- |
| 47   |

Гендерный состав
По данным Всероссийской переписи населения 2010 года в гендерной структуре населения мужчины составляли 40,4 %, женщины — соответственно 59,6 %.
Национальный состав
Согласно результатам переписи 2002 года, в национальной структуре населения русские составляли 96 %.

## Улицы
Уличная сеть деревни состоит из пяти улиц.